# Fallholmen (sydöst om Valkom, Lovisa)
Fallholmen är en ö i Finland.   Den ligger i kommunen Lovisa i den ekonomiska regionen  Lovisa ekonomiska region  och landskapet Nyland, i den södra delen av landet, 80 km öster om huvudstaden Helsingfors.
Terrängen på Fallholmen är mycket platt. Öns högsta punkt är 10 meter över havet.